# Frate și soră (film din 1976)
Frate și soră (あにいもうと Ani Imōto?) este un film japonez din 1976, regizat de Tadashi Imai⁠(d). El este al doilea remake al ecranizării romanului omonim din 1935 al lui Saisei Murō⁠(d). Versiunea originală a filmului, regizată de Sotoji Kimura, a fost lansată în 1936, și primul remake, regizat de Mikio Naruse și cu Masayuki Mori⁠(d) și Machiko Kyo⁠(d), a fost lansat în 1953.

## Distribuție
- Kumiko Akiyoshi⁠(d) — Mon
- Masao Kusakari⁠(d) — Inokichi
- Hideji Ōtaki — Akaza
- Kimiko Ikegami⁠(d) — San
- Natsuko Kahara — Riki
- Atomu Shimojō⁠(d) — Kobata
- Keizō Kanie⁠(d) — Kifuji

## Premii și nominalizări
Premiile cinematografice Hochi (ediția I-a)
- Premiul pentru cea mai bună actriță - Kumiko Akiyoshi⁠(d)
- Premiul pentru cel mai bun actor în rol secundar - Hideji Ōtaki